# Cymophorus pulchellus
Cymophorus pulchellus är en skalbaggsart som beskrevs av Gilbert John Arrow 1910. Cymophorus pulchellus ingår i släktet Cymophorus och familjen Cetoniidae. Utöver nominatformen finns också underarten C. p. tonkinensis.